# 幕別町
幕別町（まくべつちょう）は、北海道中川郡にある町。2006年に旧・忠類村と合併した。

## 町名の由来
アイヌ語の「マクンペッ（mak-un-pet）」（後ろ〔奥の方・山の方〕・にある・川）に由来するが、元となった川がどこであるかは忘れられている。もともとは町の西端部、現在の猿別市街付近の名称であったのではないかとされている。当初は「まくんべつ」と呼んでいたが、後年「まくべつ」となっている。
現在の幕別市街はもともと止若（やむわっか）と呼ばれていたが、後年止若市街の発達により役場が止若に移転したことで地名も移動している。

## 地理
十勝中央部よりやや南に位置しており、西は帯広市、北及び北東は十勝川を境にして音更町、池田町、東は豊頃町、南は大樹町と更別村に接している。
幕別町の位置する十勝平野は主に丘陵地や台地によって形成しており、幕別地域の北を十勝川、西を札内川、中央を猿別川と途別川が流れているほか、小河川が各所に流れている。忠類地域は大樹町や更別村の台地に向かって階段状に標高を増して丘陵地を形成しているが、一部には緩波状地もある。東部・南部・北部の三方は森林資源の豊富な標高200 mから300 mの山々に囲まれている。また、地域の中央部を北西から南東に当縁川が流れている。
- 山：大須賀山 (331 m)、丸山
- 河川：十勝川、札内川、途別川、稲士別川、旧途別川、猿別川、当縁川
- ダム・湖沼：幕別ダム

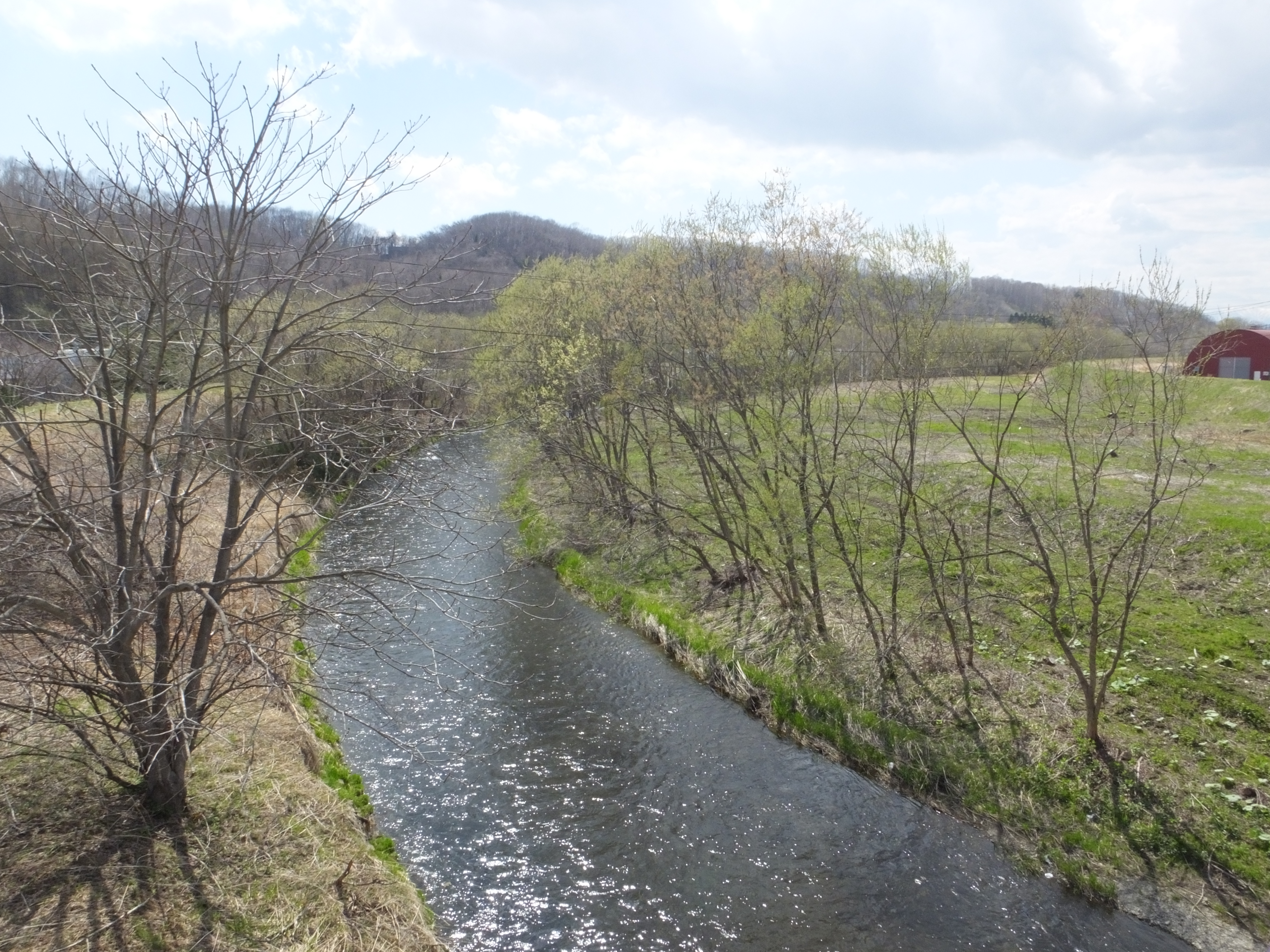
途別川（2016年4月）

### 人口
幕別町は3地区（幕別地区・札内地区・忠類地区）がそれぞれ市街地を形成している。横ばい傾向が続いている人口も、帯広市のベッドタウンとして整備された札内地区に比べ、幕別地区や忠類地区では急激な人口減少が見込まれるなど、地域間に人口の隔たりが見られる。また、出生数の減少や高齢者数の増加に伴う死亡数の増加により、町全体でも人口減少が見込まれている。
| |                                        |  |
| 幕別町と全国の年齢別人口分布（2005年） | 幕別町の年齢・男女別人口分布（2005年） |  |
| ■紫色 ― 幕別町 ■緑色 ― 日本全国 | ■青色 ― 男性 ■赤色 ― 女性              |  |
| 幕別町（に相当する地域）の人口の推移 \| 1970年（昭和45年） \| 20,994人 \| \| \| 1975年（昭和50年） \| 20,859人 \| \| \| 1980年（昭和55年） \| 22,390人 \| \| \| 1985年（昭和60年） \| 23,497人 \| \| \| 1990年（平成2年） \| 23,408人 \| \| \| 1995年（平成7年） \| 24,240人 \| \| \| 2000年（平成12年） \| 26,080人 \| \| \| 2005年（平成17年） \| 26,868人 \| \| \| 2010年（平成22年） \| 26,542人 \| \| \| 2015年（平成27年） \| 26,760人 \| \| \| 2020年（令和2年） \| 25,766人 \| \| |                                        |  |
| 総務省統計局 国勢調査より |                                        |  |
| 1970年（昭和45年） | 20,994人                               |  |
| 1975年（昭和50年） | 20,859人                               |  |
| 1980年（昭和55年） | 22,390人                               |  |
| 1985年（昭和60年） | 23,497人                               |  |
| 1990年（平成2年） | 23,408人                               |  |
| 1995年（平成7年） | 24,240人                               |  |
| 2000年（平成12年） | 26,080人                               |  |
| 2005年（平成17年） | 26,868人                               |  |
| 2010年（平成22年） | 26,542人                               |  |
| 2015年（平成27年） | 26,760人                               |  |
| 2020年（令和2年） | 25,766人                               |  |

## 気候
ケッペンの気候区分によると、幕別町は湿潤大陸性気候に属する。寒暖の差が大きく気温の年較差、日較差が大きい顕著な大陸性気候である。降雪量が多く、豪雪地帯に指定されている。冬季は-25℃を下回る気温が観測されることが珍しくなく、寒さが厳しい。
| 糠内（1991年 - 2020年）の気候      | 糠内（1991年 - 2020年）の気候 | 糠内（1991年 - 2020年）の気候 | 糠内（1991年 - 2020年）の気候 | 糠内（1991年 - 2020年）の気候 | 糠内（1991年 - 2020年）の気候 | 糠内（1991年 - 2020年）の気候 | 糠内（1991年 - 2020年）の気候 | 糠内（1991年 - 2020年）の気候 | 糠内（1991年 - 2020年）の気候 | 糠内（1991年 - 2020年）の気候 | 糠内（1991年 - 2020年）の気候 | 糠内（1991年 - 2020年）の気候 | 糠内（1991年 - 2020年）の気候 |
| 月                                 | 1月                           | 2月                           | 3月                           | 4月                           | 5月                           | 6月                           | 7月                           | 8月                           | 9月                           | 10月                          | 11月                          | 12月                          | 年                            |
| ---------------------------------- | ----------------------------- | ----------------------------- | ----------------------------- | ----------------------------- | ----------------------------- | ----------------------------- | ----------------------------- | ----------------------------- | ----------------------------- | ----------------------------- | ----------------------------- | ----------------------------- | ----------------------------- |
| 最高気温記録 °C （°F）             | 7.8 (46)                      | 13.9 (57)                     | 17.1 (62.8)                   | 31.7 (89.1)                   | 38.4 (101.1)                  | 35.5 (95.9)                   | 37.0 (98.6)                   | 36.7 (98.1)                   | 33.3 (91.9)                   | 28.5 (83.3)                   | 21.8 (71.2)                   | 14.0 (57.2)                   | 38.4 (101.1)                  |
| 平均最高気温 °C （°F）             | −1.8 (28.8)                   | −0.7 (30.7)                   | 4.0 (39.2)                    | 11.5 (52.7)                   | 17.4 (63.3)                   | 20.5 (68.9)                   | 23.7 (74.7)                   | 24.8 (76.6)                   | 21.6 (70.9)                   | 15.9 (60.6)                   | 8.4 (47.1)                    | 0.6 (33.1)                    | 12.1 (53.8)                   |
| 日平均気温 °C （°F）               | −9.9 (14.2)                   | −8.4 (16.9)                   | −2.2 (28)                     | 4.7 (40.5)                    | 10.4 (50.7)                   | 14.2 (57.6)                   | 18.0 (64.4)                   | 19.2 (66.6)                   | 15.6 (60.1)                   | 8.7 (47.7)                    | 1.7 (35.1)                    | −6.5 (20.3)                   | 5.4 (41.7)                    |
| 平均最低気温 °C （°F）             | −18.4 (−1.1)                  | −17.3 (0.9)                   | −9.1 (15.6)                   | −1.8 (28.8)                   | 3.7 (38.7)                    | 8.8 (47.8)                    | 13.5 (56.3)                   | 14.7 (58.5)                   | 10.3 (50.5)                   | 2.3 (36.1)                    | −4.3 (24.3)                   | −13.8 (7.2)                   | −0.9 (30.4)                   |
| 最低気温記録 °C （°F）             | −31.8 (−25.2)                 | −31.7 (−25.1)                 | −27.2 (−17)                   | −15.7 (3.7)                   | −5.7 (21.7)                   | −1.2 (29.8)                   | 2.8 (37)                      | 4.2 (39.6)                    | −1.2 (29.8)                   | −6.8 (19.8)                   | −17.5 (0.5)                   | −26.7 (−16.1)                 | −31.8 (−25.2)                 |
| 降水量 mm （inch）                 | 50.6 (1.992)                  | 35.3 (1.39)                   | 50.8 (2)                      | 68.1 (2.681)                  | 92.4 (3.638)                  | 86.5 (3.406)                  | 111.5 (4.39)                  | 140.1 (5.516)                 | 161.3 (6.35)                  | 103.2 (4.063)                 | 63.4 (2.496)                  | 60.8 (2.394)                  | 1,035.3 (40.76)               |
| 平均降水日数 （≥1.0 mm）           | 5.4                           | 4.7                           | 6.4                           | 8.6                           | 8.5                           | 8.6                           | 9.7                           | 10.5                          | 10.6                          | 8.0                           | 7.1                           | 6.7                           | 95.6                          |
| 平均月間日照時間                   | 171.3                         | 170.5                         | 205.8                         | 188.1                         | 182.4                         | 147.6                         | 121.0                         | 125.5                         | 141.0                         | 169.9                         | 164.3                         | 160.7                         | 1,947.4                       |
| 出典1：Japan Meteorological Agency |                               |                               |                               |                               |                               |                               |                               |                               |                               |                               |                               |                               |                               |
| 出典2：気象庁                      |                               |                               |                               |                               |                               |                               |                               |                               |                               |                               |                               |                               |                               |

## 歴史
「幕別町町勢要覧資料編」参照。
- 1869年（明治02年）：蝦夷地を北海道と改称し、十勝国は静岡藩の管轄となる。現在の幕別町にはヤムワッカ村（幕別市街）、チロト村（千住）、イカンベツ村（相川地区）、ヘチャロ村（札内地区）、マクウンベツ村（それ以外の地域）の5村があった。
- 1880年（明治13年）：大津村に十勝外4郡戸長役場設置し、止若村（やむわっか）、白人村（ちろっと）、咾別村（いかんべつ）、別奴村（べっちゃろ）、幕別（まくんべつ）村はその管轄となる。
- 1882年（明治15年）：開拓使廃止し、札幌・函館・根室に各県設置（三県一局時代）、十勝国は札幌県の管轄となる。幕別最初の和人として細谷十太夫が止若村に入地。
- 1889年（明治22年）：永井三治が止若村に入地。
- 1892年（明治25年）：香川県移民奨励会13戸が止若村、徳島県の南海社14戸が咾別村に入地。
- 1893年（明治26年）：大津街道（旧国道）完成。
- 1894年（明治27年）：群馬県新田郡鳥之郷村の岡田新三郎が丸山南麓に単身入地し、忠類村の開拓が始まる。猿別を区画して貸付開始。
- 1897年（明治30年）：新潟県の鈴木久太郎ら7戸が当縁川沿岸に移住。幕別村、止若村、白人村、咾別村、別奴村、凋寒村、蝶多村が分離・独立し、猿別に幕別外6ヶ村戸長役場設置。河西郡外5郡役所設置し、歴舟村、大樹村、当縁村はその管轄となる。
- 1899年（明治32年）：凋寒村と蝶多村（いずれも現在の池田町）が分離・独立し、幕別4ヶ村戸長役場となる。
- 1900年（明治33年）：晩成社が途別で水田の試作に成功。
- 1905年（明治38年）：釧路線利別—帯広開通し、止若駅（1963年に幕別駅と改称）開設。
- 1906年（明治39年）：北海道2級町村制施行し、幕別村となる。止若に村役場移転。当縁郡が廃止となって広尾郡と十勝郡に分割し、茂寄村（1926年に広尾村と改称）の管轄となる。
- 1910年（明治33年）：札内駅開設。
- 1919年（大正08年）：幕別村が北海道1級町村制施行。
- 1926年（大正15年）：幕別村大字別奴村のうち、字更別、上途別、古舞の一部が大正村に編入。
- 1928年（昭和03年）：現在の忠類地区を含む当縁村が、広尾村から分村し、大樹村（現在の大樹町）となる。
- 1930年（昭和05年）：止若で大火災発生。広尾線忠類駅開設（1987年廃止）。
- 1931年（昭和06年）：白銀台スキー場開設。
- 1935年（昭和10年）：千代田堰堤竣工。
- 1938年（昭和13年）：止若橋（木橋）の渡橋式開催（1955年に永久橋完成）。
- 1944年（昭和19年）：幕別村の字名を改編[注 1]。
- 1945年（昭和20年）：止若、札内が空襲を受ける（北海道空襲）。
- 1946年（昭和21年）：幕別村が町制施行し、幕別町となる。
- 1947年（昭和22年）：池田町から新川を編入。
- 1948年（昭和23年）：幕別町の勢雄と弘和の一部を大正村に分割。
- 1949年（昭和24年）：現在の忠類地区が、大樹村から分村し、忠類村となる。
- 1952年（昭和27年）：『十勝沖地震』発生。
- 1953年（昭和28年）：忠類村の字名地番を改正。
- 1954年（昭和29年）：釧路市から帯広市に向かう昭和天皇、香淳皇后のお召し列車が止若駅に停車。駅前奉迎が行われた[7]。
- 1955年（昭和30年）：忠類村が「高度集酪農地域」指定。
- 1957年（昭和32年）：幕別町の字名一部改編[注 2]。
- 1959年（昭和34年）：幕別町蝦夷文化考古館開館。
- 1961年（昭和36年）：幕別町章制定。
- 1962年（昭和37年）：国道236号忠類—大樹間開通。
- 1966年（昭和41年）：止若地区の字名改称と地番整理実施[注 3]。幕別町民会館開館。
- 1967年（昭和42年）：幕別町営乳牛育成牧場開設。忠類村共栄地区村営牧場開設。
- 1968年（昭和43年）：国民宿舎「幕別温泉」オープン（1990年廃止し、民間へ売却）。
- 1969年（昭和44年）：忠類村でナウマンゾウの化石が発見[8]。忠類村民憲章制定。
- 1970年（昭和45年）：肢体不自由児通園施設「十勝愛育園」開園（2007年閉園）。忠類体育館完成。幕別町の「市街化区域」と「市街化調整区域」指定。
- 1972年（昭和47年）：忠類村民プール完成。幕別町土地開発公社設立。
- 1974年（昭和49年）：幕別町が宮崎県東臼杵郡東郷町と「友好町」盟約（2005年解消）。
- 1976年（昭和51年）：札内市街の字名改称実施。『まくべつ産業まつり』初開催[9]。
- 1977年（昭和52年）：幕別温泉が「国民保養温泉地」指定。
- 1978年（昭和53年）：パークゴルフ考案。幕別運動公園に最初となる7つのコース（現在のつつじコース）誕生[10]。明野ケ丘公園スキー場開設[11]。
- 1979年（昭和54年）：幕別町ふるさと館開館[9]。
- 1981年（昭和56年）：忠類村が村の木・花制定。
- 1982年（昭和57年）：幕別町老人福祉センター完成。
- 1983年（昭和58年）：幕別町農業者トレーニングセンター完成。
- 1984年（昭和59年）：『自作そり滑走競技大会』（現在の『忠類ナウマン全道そり大会』）初開催。
- 1986年（昭和61年）：幕別町が町の木・花・鳥制定。
- 1987年（昭和62年）：幕別町地域振興公社設立。国際パークゴルフ協会（2011年に公益社団法人化し、日本パークゴルフ協会となる）設立。
- 1988年（昭和63年）：忠類ナウマン象記念館開館。十勝中央大橋開通。
- 1989年（平成元年）：幕別町札内スポーツセンター完成。
- 1990年（平成02年）：十勝カルメル会幼きイエズス修道院開設。
- 1991年（平成03年）：幕別町図書館開館。
- 1993年（平成05年）：帯広圏（帯広市・音更町・芽室町・幕別町）が「地方拠点都市地域」指定[12]。忠類ナウマン象記念館周辺が「道の駅」登録。幕別町パークゴルフクラブハウス（クマゲラハウス）完成。幕別町の字名一部改正[注 4]。
- 1994年（平成06年）：ナウマン温泉「アルコ236」オープン。
- 1996年（平成08年）：幕別町百年記念ホール、幕別町保健福祉センター完成。明野ケ丘公園シンボル施設「ピラ・リ」竣工。『忠類どんとこいむら祭り』初開催。
- 1998年（平成10年）：『まくべつ夏フェスタ』初開催[9]。
- 1999年（平成11年）：幕別運動公園野球場完成。
- 2002年（平成14年）：札内清柳大橋開通。忠類村で『北海道むらこん24』開催。
- 2003年（平成15年）：幕別町農業担い手支援センター完成。幕別町・更別村・忠類村任意合併協議会設置。後に法定協議会（十勝中央合併協議会）設置（翌年に幕別町と忠類村での合併協議が続行し、幕別町・忠類村合併協議会となり、2005年にともに合併関連議案議決）。
- 2006年（平成18年）：『忠類村閉村式』挙行。幕別町が忠類村を編入合併し、現在の幕別町となる。『合併記念パークゴルフ大会』開催。
- 2007年（平成19年）：道の駅忠類オープン。千代田新水路供用開始。
- 2008年（平成20年）：十勝エコロジーパーク全面供用。札内アンダーパス、幕別跨線橋開通。
- 2009年（平成21年）：『ねんりんピック北海道・札幌2009』パークゴルフ交流大会開催。
- 2011年（平成23年）：幕別町集団研修施設こまはた（旧駒畠小学校）オープン。
- 2015年（平成27年）：帯広広尾自動車道（帯広広尾道）忠類IC、忠類大樹IC供用開始。
- 2016年（平成28年）：新しい町の木（カシワ）・花（シバザクラ）・鳥（オオハクチョウ）決定。シンボルマーク（一般・子ども）決定。十勝圏域6消防本部を統合したとかち広域消防事務組合業務開始。役場新庁舎落成。相次ぐ台風（平成28年台風第10号など）の上陸による大雨で被害発生。
- 2017年（平成29年）：札内コミュニティプラザ完成。

## 行政
- 幕別町役場
  - 忠類総合支所
  - 札内支所
  - 糠内出張所、駒畠出張所

## 議会
- 議員定数：
- 議会
  - 定例会（年4回）
  - 臨時会
- 委員会
  - 常任委員会
    - 総務文教常任委員会
    - 民生常任委員会
    - 産業建設常任委員会
    - 広報広聴委員会

  - 議会運営委員会
  - 特別委員会

## 官公署
国の機関
- 国土交通省
  - 北海道開発局帯広開発建設部
    - 帯広河川事務所
    - 帯広道路事務所

道の機関
- 十勝総合振興局東部耕地出張所

## 公共施設
- 幕別町百年記念ホール
- 幕別町民会館
- 幕別町図書館（札内分館、忠類分館）
- 幕別町蝦夷文化考古館
- 幕別町ふるさと館
- 幕別ふるさと味覚工房
- 幕別町忠類ナウマン象記念館
- 幕別町保健福祉センター
- 幕別町老人福祉センター
- 札内コミュニティプラザ
- 幕別町忠類ふれあいセンター
- 幕別町集団研修施設こまはた
- 幕別町農業担い手支援センター
- 南勢牧場
- 共栄牧場
- 晩成牧場
- 幕別町葬斎場

### スポーツ施設
- 幕別町札内スポーツセンター
- 幕別町農業者トレーニングセンター
- 幕別町忠類体育館
- 幕別町民プール
- 札内東町民プール
- 札内南町民プール
- 札内北町民プール
- 糠内町民プール
- 忠類町民プール
- 幕別運動公園陸上競技場
- 幕別運動公園野球場
- 幕別運動公園ソフトボール球場
- 幕別運動公園テニスコート
- 幕別運動公園アーチェリーレンジ
- 依田公園野球場
- 依田公園テニスコート
- 依田公園アーチェリーレンジ
- 札内川河川敷野球場
- 札内川河川敷ソフトボール場
- 札内川河川敷テニスコート
- 札内川河川敷バスケットボールコート
- 札内川河川敷ラグビー場
- 札内川河川敷多目的グラウンド
- 忠類野球場
- 幕別町忠類テニスコート

パークゴルフ場
- 幕別町パークゴルフクラブハウス（クマゲラハウス）
- つつじコース（幕別運動公園）
- サーモンコース（遠別川河川敷）
- 新田の森コース
- さくらコース（明野ケ丘）
- エルムコース（白人公園）
- ちろっとの森西コース・東コース（スマイルパーク）
- 俳句村コース（依田公園）
- 牧水の森コース（依田公園）
- やまびこコース（糠内公園）
- はらっぱ36コース（札内川河川敷）
- チャンピオンコース
- ファミリーコース

## 公的機関
警察
- 帯広警察署札内交番、幕別駐在所、糠内駐在所、忠類駐在所

消防
- とかち広域消防事務組合幕別消防署
  - 札内支署、忠類支署
    - 糠内分遣所

病院
- 十勝の杜病院

ガス
- 帯広ガス

コミュニティ放送
- エフエムおびひろ（FM-JAGA）
- おびひろ市民ラジオ（FM WING）

## 教育機関
高等学校
- 北海道幕別清陵高等学校（道立）

中学校
- 幕別町立幕別中学校
- 幕別町立糠内中学校
- 幕別町立札内中学校
- 幕別町立札内東中学校
- 幕別町立忠類中学校

小学校
- 幕別町立幕別小学校
- 幕別町立糠内小学校
- 幕別町立古舞小学校
- 幕別町立明倫小学校
- 幕別町立白人小学校
- 幕別町立途別小学校
- 幕別町立札内南小学校
- 幕別町立札内北小学校
- 幕別町立忠類小学校

特別支援学校
- 北海道中札内高等養護学校幕別分校

幼稚園
- 幕別町立わかば幼稚園
- 幕別幼稚園

保育所
- 幕別中央保育所
- 札内さかえ保育所
- 札内北保育所
- 札内青葉保育園
- 札内南保育園
- 途別へき地保育所
- 古舞へき地保育所
- 明倫へき地保育所
- 糠内へき地保育所
- 駒畠へき地保育所
- 忠類へき地保育所

学校教育以外の施設
- 幕別自動車学校

## 経済・産業
幕別町の農業は、札内地区や南幕別地区においては畑作物や野菜生産、忠類地区においては酪農を主体としている。耕種においては、ナガイモの作付面積や生産量が全国トップクラスとなっているほか、忠類地区でのユリ根の生産など、気象条件や土地条件を活かした作物の栽培が増加している。酪農・畜産では幕別地区においては中小規模の酪農経営、黒毛和種の繁殖経営などが耕種と複合して行われているが、忠類地区においては大規模酪農専業経営とともに多彩な形態の経営が展開している。また、町内で発生する家畜ふん尿や麦わら、豆がらなどの圃場副産物を活用した有機質肥料を圃場に還元する土づくりを推進している。
工業団地は札内地区に「リバーサイド幕別工業団地」「札内東工業団地」がある。

### 組合
- 幕別町農業協同組合（JA幕別町）[14]
- 札内農業協同組合（JAさつない）[15]
- 忠類農業協同組合（JA忠類）[16]
- 北海道農業共済組合（NOSAI北海道）幕別家畜診療所[17]・十勝南部支所忠類分室[18]
- 十勝軽種馬農業協同組合
- 幕別町森林組合
- 十勝圏複合事務組合十勝教育研修センター[19]

### スーパーマーケット
- 福原（アークスグループ）
  - フクハラ若草店
  - フクハラ幕別店
  - ぴあざフクハラ札内店
- ダイイチ（セブン&アイグループ）
  - 札内店
- 生活協同組合コープさっぽろ帯広地区
  - さつない店
- トライアルカンパニー
  - 幕別店

### 金融機関
- 北洋銀行幕別支店
- 帯広信用金庫札内支店
- 十勝信用組合幕別支店
- JAバンク北海道（北海道信用農業協同組合連合会）JA幕別町本所、JAさつない本所、JA忠類本所

### 郵便局
- 幕別郵便局（集配局）
- 札内郵便局（集配局）
- 忠類郵便局（集配局）
- 札内桜町郵便局
- 糠内郵便局

### 宅配便
- ヤマト運輸札内センター、広尾センター（忠類地域を担当。所在地は広尾町）
- 佐川急便帯広営業所（所在地は帯広市）

## 交通

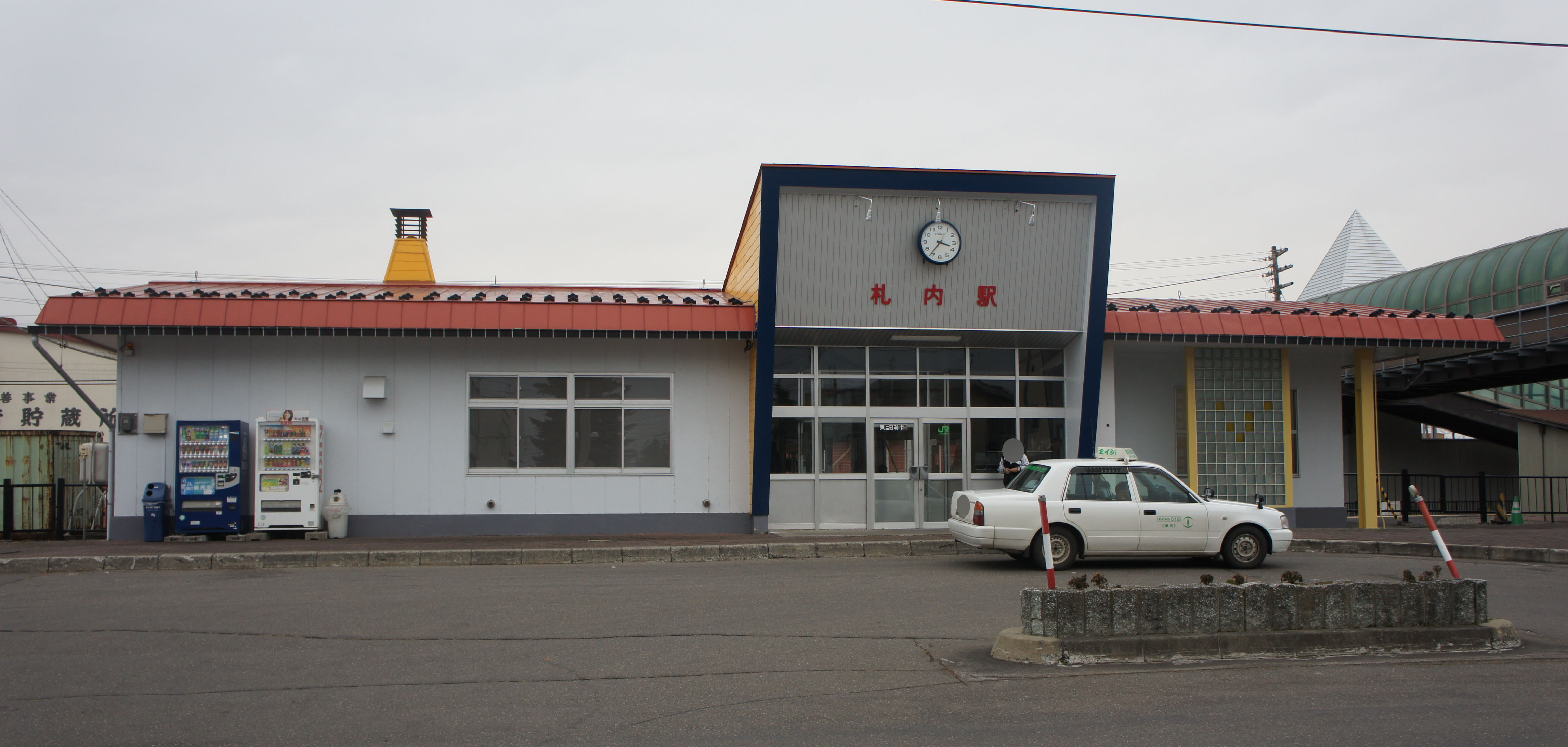
札内駅（2017年10月）

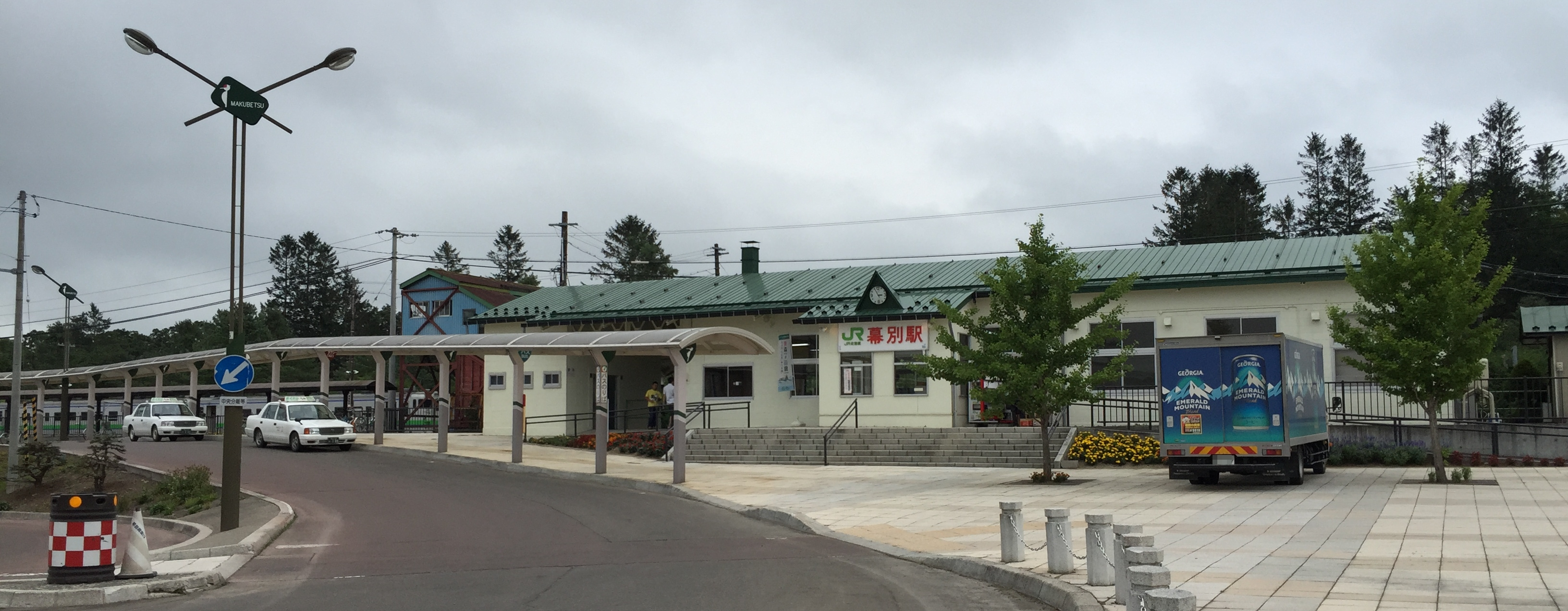
幕別駅（2015年8月）

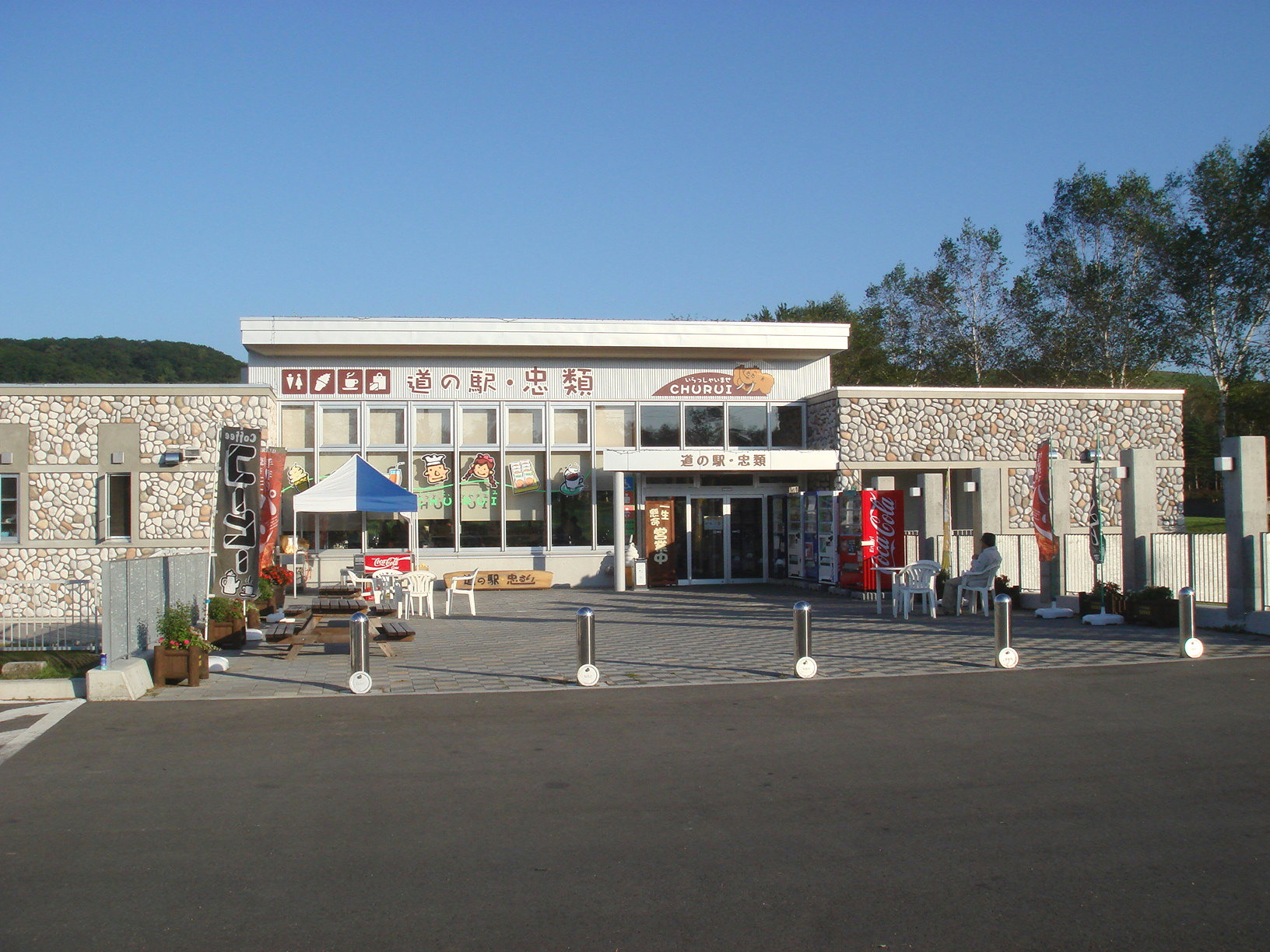
道の駅忠類（2008年9月）

### 鉄道
- 北海道旅客鉄道（JR北海道）
  - 根室本線：札内駅 - *稲士別駅 - 幕別駅

*打消線は廃駅。

かつては旧国鉄広尾線が通っていたが、1987年（昭和62年）2月2日に廃止されている。町内には依田駅、忠類駅が設置されていた。

### バス
コミュニティバス
- 幕別町コミュニティバス

路線バス
- 十勝バス

### タクシー
- 北斗タクシー
- エイシンタクシー

### 道路
町内を通る幹線道路は、シーニックバイウェイの「トカプチ雄大空間」、大雪—富良野—十勝を結ぶ「北海道ガーデン街道」になっている。
- 高速道路
  - 帯広広尾自動車道：忠類IC - 忠類大樹IC（ハーフIC、大樹町との境界付近にある）
- 地域高規格道路
  - 帯広圏連絡道路（計画中）
- 一般国道
  - 国道38号（国道242号との重用区間あり）
  - 国道236号
  - 国道242号
  - 国道336号
- 都道府県道
  - 北海道道15号幕別大樹線
  - 北海道道62号豊頃糠内芽室線
  - 北海道道151号幕別帯広芽室線
  - 北海道道210号尾田豊頃停車場線
  - 北海道道238号更別幕別線
  - 北海道道260号幕別停車場線
  - 北海道道319号生花大樹線
  - 北海道道441号札内停車場線
  - 北海道道503号明倫幕別停車場線
  - 北海道道657号美成忠類停車場線
  - 北海道道716号駒畠更別線
  - 北海道道773号萠和大樹停車場線
  - 北海道道962号愛国停車場古舞線
- 道の駅
  - 忠類

## 文化財
町指定
- 有形文化財
  - 札内N遺跡出土品
- 有形民俗文化財
  - 幕別町蝦夷文化考古館収蔵品
- 無形文化財
  - どさんこ甚句
- 無形民俗文化財
  - 糠内獅子舞
- 天然記念物
  - ヒカリゴケ

## 観光・レジャー
- 明野ケ丘公園
- 魚道観察室ととろーど
- 幕別温泉
- 十勝ヒルズ
- 丸山展望台
- 道の駅忠類
- ナウマン温泉
- 忠類ナウマン象記念館
- シーニックカフェちゅうるい（共栄牧場内）[22]
- パークゴルフ場（つつじコース、サーモンコース、ちろっとの森コース、はらっぱ36コースなど）
- 札内川ゴルフ場
- 帯広国際カントリークラブ
- 明野ケ丘スキー場
- 白銀台スキー場

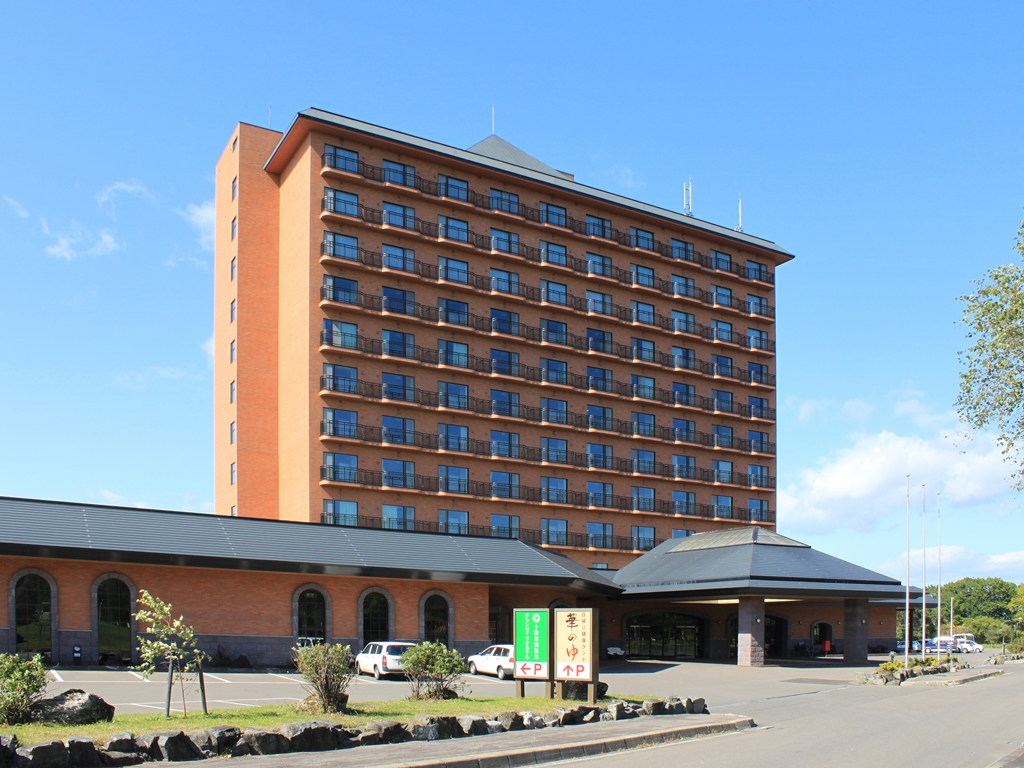
十勝幕別温泉グランヴィリオホテル（2009年9月）
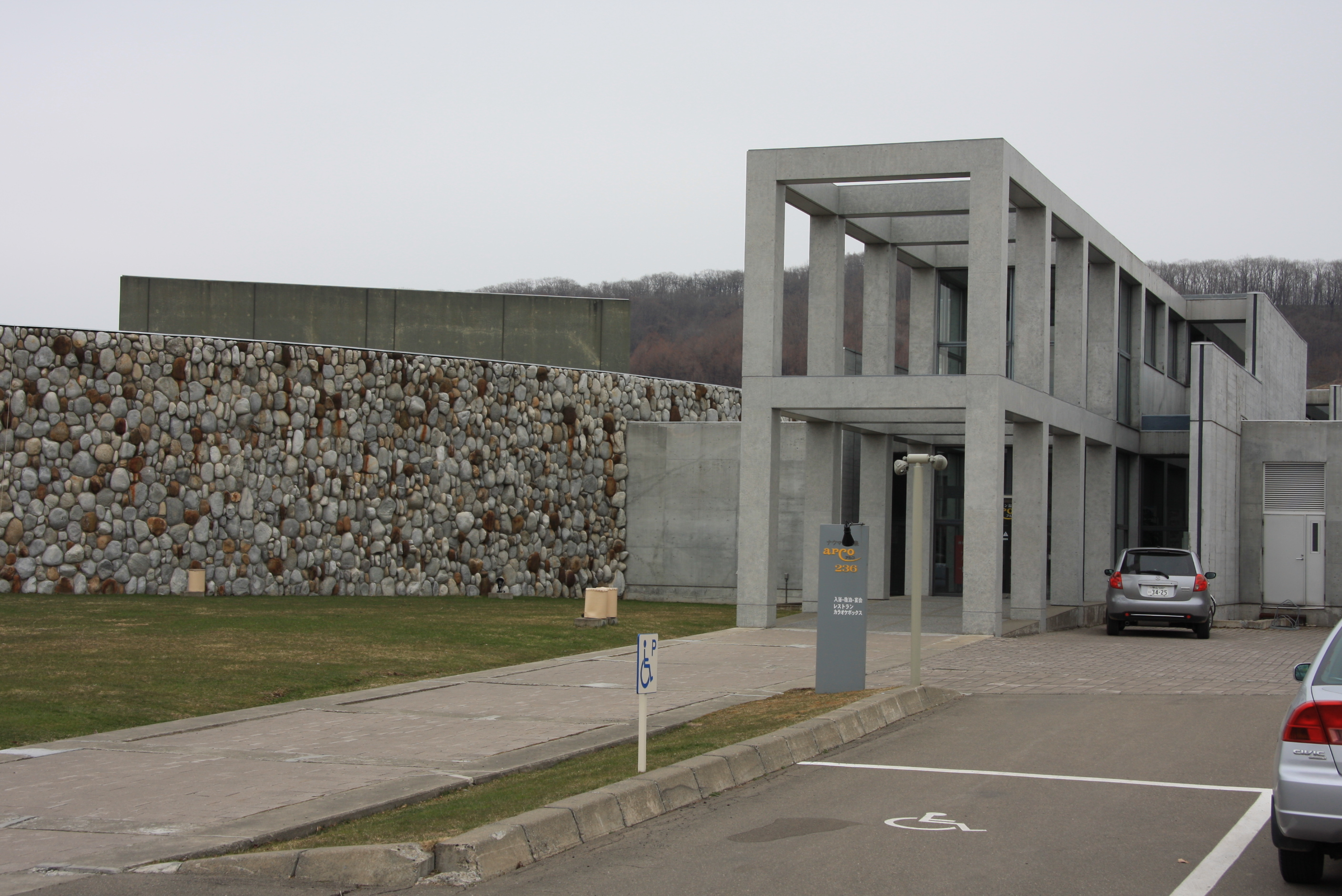
十勝ナウマン温泉アルコ236（2013年4月）
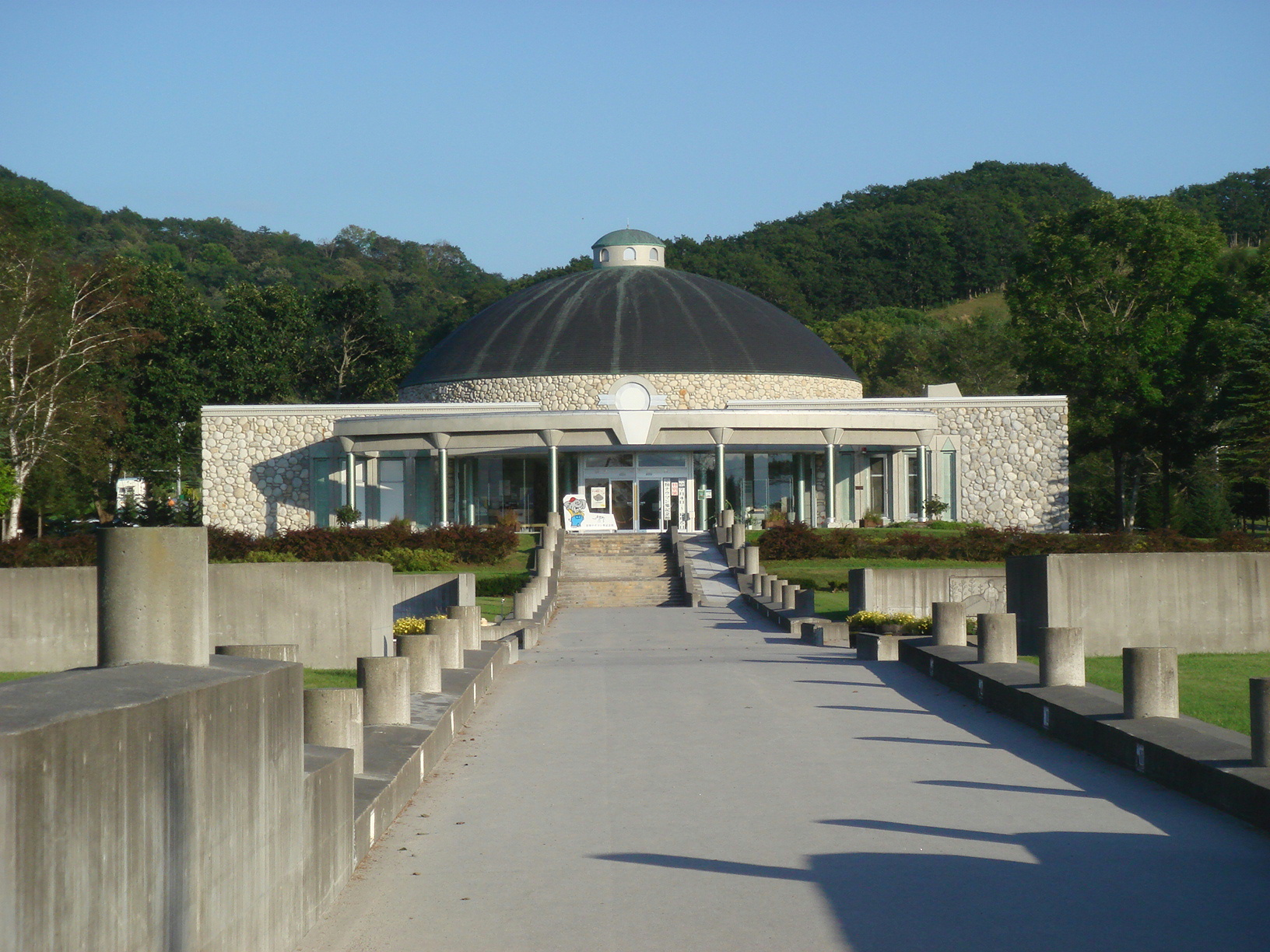
忠類ナウマン象記念館（2008年9月）

## 祭事・催事
- 忠類ナウマン全道そり祭り（2月第3日曜）
- 幕別町畜産祭り（6月）
- 北海道知事杯パークゴルフ国際大会（6月から7月）
- 札内夏まつり（7月上旬）
- まくべつ夏フェスタ（7月中旬）
- ちゅうるい夏まつり（8月中旬）
- 忠類ふるさと盆踊り大会（8月中旬）
- まくべつ盆踊り（8月中旬）
- まくべつ産業まつり（10月第1日曜）
- 忠類どんとこいむら祭り（10月第3日曜）

## 名産・特産
幕別町には特徴的な農産物がある。「和捻じょ」は1998年（平成10年）に長芋選果施設から偶然見つかった毛や毛穴がないナガイモであり、通常の長芋よりも甘みが強いのが特徴となっている。「越冬長ねぎ」は5月中旬に種をまいて翌年4月下旬に収穫する長ネギであり、雪の下で春を待ち続けるため柔らかく良い香りがする。忠類地区で1962年（昭和37年）から栽培している「ユリ根」は、日本全国に出荷している。幕別町は「大正金時」発祥の地であり、幕別町途別に住んでいた中村豊語が帯広市の修行所から購入した「金時」という品種を栽培している畑の中から早生で大粒の1株を発見し、当時の大正村（現在の帯広市の一部）で量産したことから、1955年（昭和30年）に「大正金時」として銘柄設定された。赤紫色が鮮やかなことから「赤いんげん豆」（インゲンマメ）とも呼ばれている。また、地元産の原料や食材を活かした加工食品、パークゴルフの発祥地であることからクラブなどの用具を製造・販売している。
- 馬鈴薯
- ニンジン
- タマネギ
- 小麦
- 大豆
- 小豆
- てん菜
- 大根
- 乳牛
- 肉牛

## 幕別町が舞台（ロケ地）となった作品
映画
- 『愛よ星と共に』[9]
- 『馬橇の花嫁』[26]

## 人物

### 名誉町民・町民栄誉賞
- 笹島喜八郎（元幕別村会議員・幕別町議会議員）
- 中島国男（元幕別町長）
- 美濃政市（政治家。元衆議院議員）
- 山田榮（獣医師。元幕別町議会議員）
- 大石忠夫（元幕別町長）
- 古住基名（元忠類村議会議員。忠類村名誉村民を継承）
- 前原懿（元幕別町職員。パークゴルフ考案者。元日本パークゴルフ協会会長）
- 岡田和夫（元幕別町長）

特別名誉町民
- 新田愛祐（実業家）

町民栄誉賞
- 福島千里（陸上競技選手）
- 山本幸平（自転車競技選手）
- 髙木美帆（スピードスケート選手）
- 髙木菜那（スピードスケート選手）

### 出身人物
50音順
- 荒川弘（漫画家）
- 今城和智（アイスホッケー選手）
- 上田文雄（政治家、弁護士。元札幌市長）
- 圓道将良（プロサッカー選手）
- 勝山稔（歴史学者）
- 加藤哉子（歌手、作詞家）
- カミシマチナミ（デザイナー）
- 上平奈波（元NHK札幌放送局リポーター、元エフエムおびひろディスクジョッキー）
- 桑井亜乃（女子ラグビー選手）
- 篠原雅人（元スピードスケート選手）
- 髙木菜那（スピードスケート選手。髙木美帆は妹）
- 髙木美帆（スピードスケート選手。髙木菜那は姉）
- 武田伸一（画家）
- 武田美佐江（元スピードスケート選手）
- 多田護（フリーアナウンサー。元TBSテレビアナウンサー）
- 十夜千里（漫画家）
- 福島千里（陸上競技選手）
- 古谷優人（プロ野球選手）
- 万城目正（作曲家）
- 松野陽介（ギタリスト、編曲家）
- 山畠正男（法学者、弁護士）
- 山本幸平（自転車競技選手）
- 吉田菊太郎（アイヌ民族運動家。元幕別村会・幕別町議会議員）
- 和多田進（ジャーナリスト。晩聲社創業者）
- 渡部重十（地球物理学者、惑星科学者）

### ゆかりのある人物
50音順
- 安東ウメ子（アイヌ文化伝承者）　帯広出身だが、幕別に嫁いだ。ムックリの演奏者として知られ、晩年はOKIと共演し、CDを何枚も制作し、各地でライブを行った。
- 新田長次郎（実業家。ニッタ創業者）
- 細谷直英（細谷十太夫。仙台藩士。開拓者）
- 若山牧水（歌人）

## 町民憲章・宣言
幕別町民憲章
宣言
- 「交通安全の町」宣言（昭和39年9月28日制定）[28]
- 幕別町平和非核宣言（昭和60年12月23日制定）[28]
- 「児童生徒健全育成推進の町」宣言（昭和60年12月23日制定）[28]
- 「防犯の町」宣言（平成元年9月29日制定）[28]
- 「農畜産物の国内自給を推進する町」宣言（平成5年5月24日制定）[28]
- 幕別町環境宣言（平成20年9月25日制定）[28]

町歌
- 幕別町歌（昭和41年10月1日制定）